# Zachary
Zachary és una població dels Estats Units a l'estat de Louisiana. Segons el cens del 2000 tenia 11.275 habitants.

## Demografia
Segons el cens del 2000, Zachary tenia 11.275 habitants, 3.836 habitatges, i 3.064 famílies. La densitat de població era de 183,5 habitants/km².
Dels 3.836 habitatges en un 43,4% hi vivien nens de menys de 18 anys, en un 60,2% hi vivien parelles casades, en un 15,6% dones solteres, i en un 20,1% no eren unitats familiars. En el 17,5% dels habitatges hi vivien persones soles el 7,4% de les quals corresponia a persones de 65 anys o més que vivien soles. El nombre mitjà de persones vivint en cada habitatge era de 2,88 i el nombre mitjà de persones que vivien en cada família era de 3,26.
```
Per cada 100 dones de 18 o més anys hi havia 86,7 homes.
[
2
]
```

La renda mediana per habitatge era de 49.669 $ i la renda mediana per família de 57.389 $. Els homes tenien una renda mediana de 45.092 $ mentre que les dones 25.143 $. La renda per capita de la població era de 18.554 $. Entorn del 6,9% de les famílies i el 9,1% de la població estaven per davall del llindar de pobresa.

## Poblacions més properes
El següent diagrama mostra les poblacions més properes.